# Oslo
Oslo je glavni grad Norveške, ima 1 019 513 stanovnika (2020.) i prostire se na površini od 426 km². Oslo se nalazi na rubu istoimenog fjorda.

## Povijest
U "Sagi o norveškim kraljevima" autor Snorre Sturlason napisao je da je Oslo osnovao kralj Harald III. Sigurdsson 1048., ali prema posljednjim arheološkim istraživanjima pronađeni su ostaci kršćanskih grobova koji su nastali prije 1000., jer grobovi su potvrda urbanog življenja. Na osnovu ovih saznanja Oslo je proslavilo svoju 1000-tu obljetnicu 2000. godine. Porijeklo imena Oslo je nešto nejasno: "-lo" znači luka, dok "os" ima par značenja partenon, ušće ili strana brda. Oslo je postao glavni grad za vrijeme kralja Håkona V. (1299. – 1319.), koji je bio prvi kralj koji je živio stalno u gradu.  On je bio započeo gradnju tvrđave Akershus. Stoljeće poslije Norveška je postala manji parter u personalnoj uniji s Danskom, i Oslo je izgubilo svoje značenje preobrazivši se u provincijalni upravni centar. Zbog zapostavljenosti i te zbog niskog položaja u uniji s Danskom, Norveška se slabo razvijala u svim pogledima. Prvi fakultet otvorio se tek 1811. godine. Oslo je bilo uništeno u požaru 1624., i novi grad se ponovno izgradio ali na novom mjestu preko zaljeva odmah do tvrđave Akershus. Ovu izgradnju je proveo kralj Christian IV. od Norveške, i dao je novo ime Christiania. Tek u 19. stoljeću Norveška raskida personalu uniju s Danskom. Ovim raskidom Norveška počinje se ubrzano razvijati, mnoge znamenite zgrade u gradu Christiania: Kraljevska palača, parlament, Sveučilište, Nacionalno kazalište, zgrada burze. Kroz 19. stoljeće Christiania mijenja ime u Kristiania, dok 1924. grad dobiva svoje izvorno ime Oslo. Tijekom 19. stoljeća i procvata Norveške mnogi poznati umjetnici i pisci su ostavili traga u Oslu: Henrik Ibsen, Edvard Munch, Knut Hamsun i Sigrid Undset (zadnja dva pisca dobili su Nobelovu nagradu za književnost). Godine 1850. Oslo je preteklo Bergen kao najnapučeniji grad u Norveškoj, što je zadržalo i dan danas.

## Zemljopisni položaj
Oslo zauzima luk sjevernog dijela Oslofjorda. Fjord, koji je skoro presječen poluotokom Nesodden nasuprot Osla, leži prema jugu; s druge strane Osla prostiru se Zelena brda i planine. U granicama grada postoji 40 otoka od kojih je najveći Malmøya i 343 jezera, najveće je Maridalsvannet, koji je i najveći izvor pitke vode za zapadni dio Osla. Iako je populacija mala s obzirom na druge europske metropole, zauzima veliki prostor jer gradski prostor nije skučen i podignut u visinu. Unutar grada nalaze se mnogi parkovi i otvoreni prostori, stvarajući prozračno i zeleno ozračje.

## Sport i kultura
U Oslu su 1952. godine održane VI. Zimske olimpijske igre.
- Opera u Oslu

## Vanjske poveznice
- Službene stranice Osla
- Find Links! - Oslo[neaktivna poveznica]